# Rubén Plaza
Rubén Plaza (Ibi, Espanha, 29 de fevereiro de 1980) é um ciclista espanhol. Compete no UCI Professional Continental pela equipe Israel Cycling Academy.

## Palmarés
| 2003 - Campeonato da Espanha em Estrada - 1 etapa do Regio-Tour 2004 - 1 etapa do Troféu Joaquim Agostinho 2005 - G. P. Internacional Costa Azul, mais 1 etapa - Volta a Aragão, mais 1 etapa - 3º no Campeonato de Espanha de Contrarrelógio - 1 etapa da Volta a Espanha - 1 da Volta a Múrcia 2006 - 1 etapa da Volta às Astúrias - 1 etapa do Troféu Joaquim Agostinho - Clásica de los Puertos - 2º no Campeonato da Espanha de Contrarrelógio | 2007 - Volta a La Rioja 2008 - Volta à Comunidade Valenciana - 2º no Campeonato da Espanha de Contrarrelógio - 1 etapa da Volta à Comunidade de Madrid - 1 etapa da Volta a Portugal 2009 - 1 etapa da Volta a Múrcia - 1 etapa do Circuito de Lorraine - 1 etapa do G. P. Correios de Portugal - 3º no Campeonato da Espanha de Contrarrelógio - Campeonato da Espanha em Estrada - 1 etapa da Volta a Portugal 2010 - 3º no Campeonato da Espanha de Contrarrelógio |

## Equipas
- iBanesto.com (2001-2003)
- Comunitat Valenciana (2004-2006)
- Caisse d'Epargne (2007)
- Benfica (2008)
- Liberty Seguros Continental (2009)
- Caisse d'Epargne (2010)
- Movistar Team (2011)